# Грузнов, Максим
Максим Грузнов (эст. Maksim Gruznov; 21 апреля 1974, Нарва, Эстонская ССР, СССР) — эстонский (статус негражданина) футболист, нападающий. С 2015 года помощник главного тренера «Нарва-Транс». Рекордсмен чемпионата Эстонии по числу забитых мячей (304 гола).

## Биография
Большую часть карьеры отыграл за эстонский клуб «Нарва-Транс».
Мог перейти в клубы российского высшего дивизиона саратовский «Сокол» и петербургский «Зенит». С «Зенитом» был на сборах, но переход сорвался из-за полученной серьёзной травмы.
В конце карьеры был дисквалифицирован футбольным союзом Эстонии, как и ряд других игроков, нарушивших дисциплинарные правила ЭФС. Дисквалифицированные игроки были связаны с букмекерским мошенничеством. Футболисты получили различные сроки наказания, 9 из них дисквалифицированы пожизненно. В 2015 году Таллинский окружной суд оправдал Грузнова и несколько других игроков. В этом же году Грузнов был назначен помощником главного тренера «Нарва-Транс». По состоянию на апрель 2019 года — тренер команд 2008, и 2006, и 2012 года рождения.
Два раза приглашался в сборную Эстонии, но приглашения снимались, так как Грузнов имел «серый паспорт».

## Достижения

### Клубные
- Лантана
  - Чемпионат Эстонии: 1995-96, 1996-97
  - Суперкубок Эстонии: 1997-98
- Нарва-Транс
  - Кубок Эстонии: 2000-01
  - Суперкубок Эстонии: 2007, 2008

### Индивидуальные
- Лучший нападающий чемпионата Эстонии: 1993-94, 2001, 2006